# San Carlos (canton)
Pour les articles homonymes, voir San Carlos.

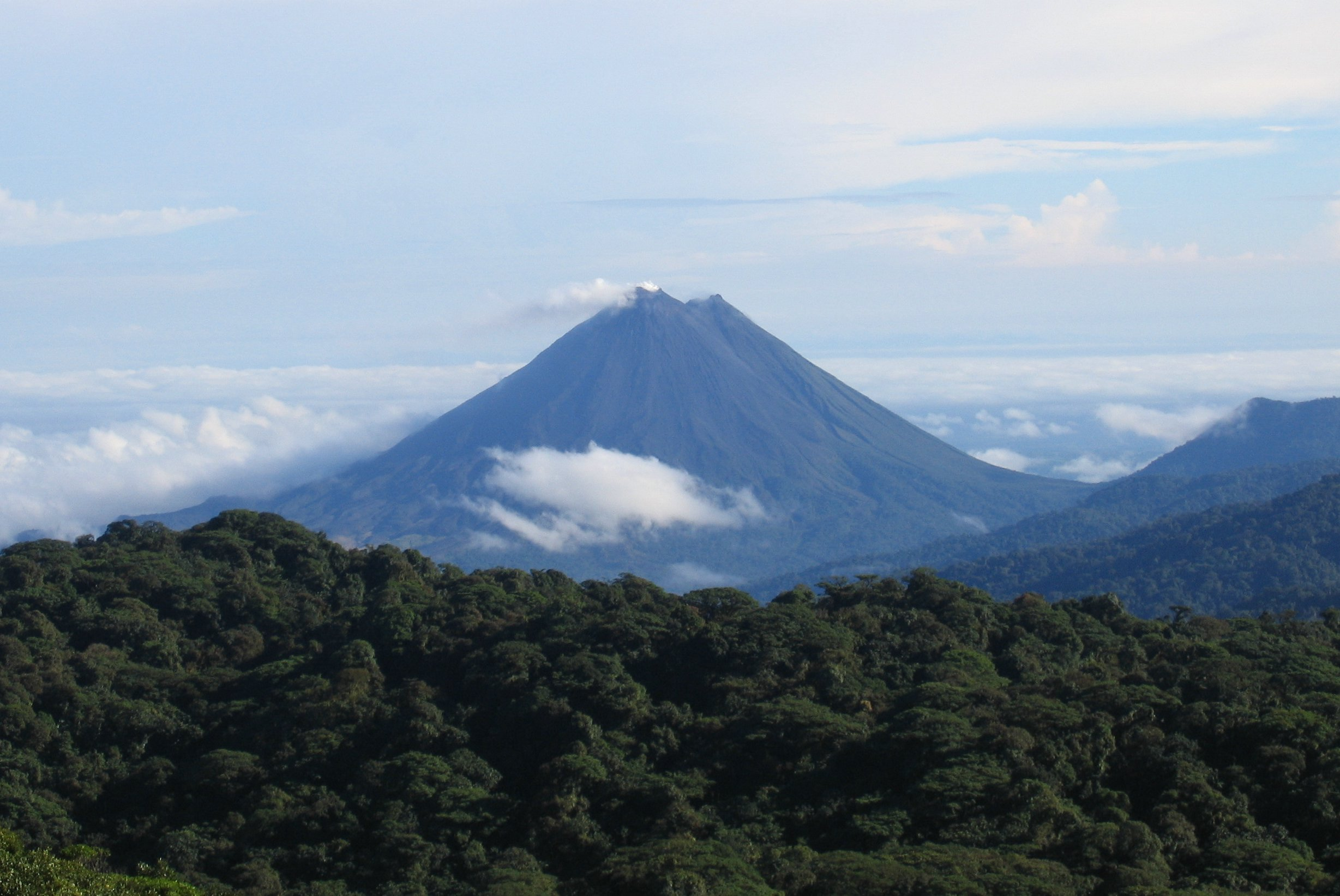
San Carlos

San Carlos est le 10e « cantón » de la province d'Alajuela, au Costa Rica. C'est le plus vaste canton du pays en superficie. 
San Carlos est célèbre pour son volcan, l'Arenal, un des volcans les plus actifs au monde. La principale activité de San Carlos est l'agriculture, avec la production de lait et d'agrumes (oranges). En effet, plus de 50 % de la production nationale de lait provient de San Carlos.

## Districts
Le canton de San Carlos est divisé en treize districts :
- Ciudad Quesada (capital) ;
- Aguas Zarcas ;
- Pital ;
- Florencia ;
- Monterrey ;
- Venecia ;
- Pocosol ;
- La Palmera ;
- La Fortuna ;
- Cutris ;
- Buena Vista Venado ;
- La Tigra.

## Éducation
Une annexe de l'Institut de Technologie du Costa Rica est située dans la ville.